# Lauretta Masiero
Lauretta Masiero (25. oktober 1929 – 23. marts 2010) var en italiensk skuespillerinde.
Hendes skuespillerkarriere startede i 1962. Hun har arbejdet sammen med kendte personer som Totò, Ugo Tognazzi og Oreste Lionello. Hun spillede blandt andet rollen som hovedpersonen i tv-serien, Le avventure di Laura Storm.
Lauretta var gift med Johnny Dorelli, parret havde en søn, skuespilleren Gianluca Guidi.
Lauretta Masiero døde på en klinik i Rom, af Alzheimers sygdom.